# Болдур (комуна)
Болдур (рум. Boldur) — комуна у повіті Тіміш в Румунії. До складу комуни входять такі села (дані про населення за 2002 рік):
- Болдур (664 особи)
- Жабер (483 особи)
- Охаба-Форгач (799 осіб)
- Сінерсіг (621 особа)

Комуна розташована на відстані 366 км на північний захід від Бухареста, 43 км на схід від Тімішоари.

## Населення
За даними перепису населення 2002 року у комуні проживали 2567 осіб.
Національний склад населення комуни:
| Національність | Кількість осіб | Відсоток |
| -------------- | -------------- | -------- |
| румуни         | 2446           | 95,3%    |
| угорці         | 51             | 2,0%     |
| українці       | 50             | 1,9%     |
| цигани         | 13             | 0,5%     |
| німці          | 6              | 0,2%     |
| чехи           | 1              | < 0,1%   |

Рідною мовою назвали:
| Мова       | Кількість осіб | Відсоток |
| ---------- | -------------- | -------- |
| румунська  | 2464           | 96,0%    |
| українська | 48             | 1,9%     |
| угорська   | 41             | 1,6%     |
| циганська  | 8              | 0,3%     |
| німецька   | 5              | 0,2%     |
| чеська     | 1              | < 0,1%   |

Склад населення комуни за віросповіданням:
| Релігія        | Кількість осіб | Відсоток |
| -------------- | -------------- | -------- |
| православні    | 2161           | 84,2%    |
| греко-католики | 183            | 7,1%     |
| п'ятдесятники  | 63             | 2,5%     |
| римо-католики  | 57             | 2,2%     |
| баптисти       | 56             | 2,2%     |
| адвентисти     | 30             | 1,2%     |
| реформати      | 16             | 0,6%     |
| атеїсти        | 1              | < 0,1%   |